# Браніслав Регець
Браніслав Регець (швед. Branislav Regec; 13 липня 1985, м. Попрад, Словаччина) — словацький саночник, який виступає в санному спорті, здебільшого в парному розряді, на професіональному рівні з 2004 року. Дебютував в національній команді, як учасник зимових Олімпійських ігор в 2010 році, досягши 11 місця в парному розряді. В парному розряді виступає разом з саночником Яном Гарнішем з 2005 року й їм вдалося закріпитися в 2-му десятку світової ієрархії саночників.